# Arches (Wogezy)
Arches – miejscowość i gmina we Francji, w regionie Grand Est, w departamencie Wogezy.
Według danych na rok 1990 gminę zamieszkiwało 1737 osób, a gęstość zaludnienia wynosiła 99 osób/km² (wśród 2335 gmin Lotaryngii Arches plasuje się na 246. miejscu pod względem liczby ludności, natomiast pod względem powierzchni na miejscu 249.).